# Bechers Sø
Bechers Sø ligger ved Vossevangen, lidt syd for Krogsbølle i Nordfyns Kommune. Søen er ejet af Jan og Susanne Becher.[kilde mangler]

## Søens Historie
Søen er en gammel grusgrav fra 1960'erne, hvor gruset blev brugt ved Egensedybet. Omkring starten af 1970'erne blev den nedlagt, og da Bechers overtog ejendommen, blev der ryddet op i området og plantet træer omkring søen. Her står nu en skov bestående af blandt andet ahorn, birk, østrigsk fyr, skovfyr og eg. 
Søen er ca. 1/4 – 1/3 hektar stor, og den er nogle steder temmelig dyb – op til 5-6 meter. Grusgraven blev omdannet til en sø, før der blev lavet regler om dette, så kanterne er meget stejle. Bunden er ikke ensartet dyb. Der findes to dybe render, der er lavet af en slæbeskovl. Imellem disse render er et lavvandet område, hvor man næsten kan vade over. I søens ene ende findes et andet lavvandet område, som nu er bevokset af dunhammere. Søen ligger på kanten af en sydskråning, på en temmelig stor bakke, ca. 8 meter over havet, og vandet i søen stammer derfor næsten udelukkende fra grundvandet. I 1970'erne fandtes et lille afløb fra søen til en kanal, der løber langs søen i nord-syd-gående retning. Men nu er afløbet lukket til, og søens vandspejl ligger derfor i dag noget højere end kanalens. Så vidt vides findes ingen (i hvert fald ingen intakte) drænrør, der afvander søen. 
I 1970'erne var søen omgivet af landbrugsjord, men fra starten af 1990'erne blev landbruget drevet mindre intensivt, og i 1994 blev en større beplantning af 5 hektar fredskov i hele området påbegyndt. Den eneste næringstilførsel kommer nu fra nedfaldne blade. Bladene afgiver næringsstoffer i vandet og gør søen temmelig næringsrig i modsætning til i 1970'erne, hvor brinkerne var bare, og næringstilførslen i stedet kom fra udsivning fra landbruget. I de seneste år er en del træer fældet igen for at mindske næringstilførslen, og orkanen i december 1999 gjorde sit til at få ryddet ud i skoven omkring søen.

## Planter
I selve søen voksede tidligere vandranunkel. Denne plante er nu fortrængt af vandpileurt og åkande. Langs bredden vokser udover dunhammer også forskellige star – arter. Lidt overraskende vokser her ingen tagrør, de trives ellers i næringsrigt vand, men søens bredder er for stejle til at denne plante kan etablere sig. 

## Dyr og fugle
Siden 70'erne er forskellige dyr sat ud i søen, blandt andet krebs, ørreder og suder. Krebsene ses stadig af og til, men alle ørreder er for længst fisket op igen. Suderne findes stadigvæk og kan høres hver sommer, når de smaskende går på jagt efter overfladeinsekter. Herudover findes ål og skaller, som er kommet til søen på mystisk vis. Ålen kan selv slange sig af sted over engen til søen, men hvordan skallerne er havnet her, ved ingen. Jan Becher overvejer at sætte nogle gedder ud for at få ryddet lidt ud i de mange fredfisk, så dyreplanktonet, som er fredfiskenes føde i søen, får en chance for at rydde lidt ud i algerne, der blomstrer op forår og sommer. 
Omkring søen holder et hav af fugle til. Her ses tit blishøns, gråænder, munk, hejre, gransanger, grønirisk, solsorte, musvitter, blåmejser, ringduer, natugler osv. På Vossevangen er også sat en tårnfalkekasse op, som de sidste fire år har været beboet af et tårnfalkepar, der har opfostret mange kuld unger. Deres skrig høres omkring søen hvert forår, når de finder sammen for at forsvare deres territorium og deres kasse.

## Søområdet i oldtiden
Før fredskoven blev plantet på områderne omkring søen, blev en reolpløjning foretaget. Før det lidt drastiske indgreb i jorden, blev amtets arkæologer fra "Fyns Oldtid" kontaktet, men eftersom der ingen oldtidsfund var fra området fra tidligere, blev der hurtigt givet grønt lys til pløjningen. 
Men allerede med de første 4-5 plovfurer dukkede massevis af potteskår op af jorden. Samme dag mødte arkæologer op, og i dag er potteskår, dyreknogler og enkelte interessante redskaber – f.eks. nåle og knive samlet sammen fra området, bl.a. med hjælp fra "Hugin – Munin Klubben" på Fyn, en arkæologisk klub for børn. Fra bronzealderen er fundet enkelte kogegruber med sortsvedne sten og trækul. 
Fundet på Vossevangen er muligvis en del af en større samling af offergaver fra jernalderen, altså fra århundrederne lige før år 0. Øst for Krogsbølle blev tidligere fundet en bro fra ca. samme periode, så alt tyder på, at der har været en bosættelse i området, men selve landsbyen er ikke fundet endnu. I Norup er fundet potteskår fra præcis samme periode. Man kan tidsbestemme et potteskår meget præcist, hvis man kan finde hanken, men ikke alene har potteskårene i Norup samme slags hanke som potteskårene på Vossevangen, de har også præcist samme mønstre, så man mener, at det er den samme pottemager, der har lavet alle krukkerne fra de to fund. 
I tidligere tider, da områderne omkring Krogsbølle ikke var inddæmmet endnu, lå Vossevangen på en lille halvø, som stak ud i fjorden, der strakte sig ind i landet helt ude fra Nærå Strand. Mellem Vossevangen og Krogsbølle var en arm fra fjorden, og øst for Vossevangen var også saltvand. For foden af bakken, ved bunden af den sydlige skråning, som Bechers sø nu ligger på toppen af, lå dengang en ferskvandssø, som blev brugt til ofringer. 
Ved reolpløjningen kunne man tydeligt se kanten af ferskvandssøen som et bånd af et mørkt tørvelag, og her er da også tidligere blevet gravet tørv. Alle potteskårene er fundet lige i kanten af dette tørvebånd, så krukkerne er nok sat i kanten af søen med offergaverne – f.eks. grydestegt får, hest eller okse og korn, grød og drikkevarer. Enkelte menneskeknogler blev også fundet, f.eks. en halv hovedskal. De var muligvis også offergaver. I alt er over 80 krukker fundet. Desværre er ingen af dem hele, da reolpløjningen er gået lige gennem alle krukkerne. Meget få krukkebunde er fundet, så de står nok stadig nede i jorden, sandsynligvis lige under de 80 cm, som reolpløjningen går ned til. 
Ved reolpløjningen blev specielle farvemønstre i jorden også tydelige. Nogle lange striber af skiftevis mørk og lys jord kom til syne og strakte sig i syd-nordvendt retning. Dette er sporene fra tidligere tiders højryggede agre, hvor man pløjede med okser og en meget primitiv plov, der kun vendte jorden. Der blev altid pløjet i syd-nord retningen, og som årene gik, blev der dannet små høje på markerne. Mønstrene i jorden på Vossevangen kom frem, da der blev pløjet dybere end normalt. Faktisk kan man på et luftfoto fra tiden lige efter pløjningen se mønstret fortsætte i nabomarken på den anden side af landevejen. Her vokser afgrøden lidt ujævnt og danner de samme striber.